# David Winn
David Winn trabalhou como animador nas séries Os Padrinhos Mágicos, Leapfrog e muitas outras séries animadas e jogos.

## Carreira
David Winn foi no lugar de Rhode Montijo para dublar as vozes de Lumpy e Splendid no Happy Tree Friends em 2004.